# Viljem Kovač (onkolog)
Viljem Kovač, slovenski zdravnik, 7. november 1950, Gornja Radgona.

## Življenjepis
Rojen je bil leta 1950 v Gornji Radgoni. Odraščal je v Mariboru, kamor so se z družino preselili kmalu po njegovem rojstvu. Obiskoval je I. gimnazijo Maribor, po odlično opravljeni maturi se je vpisal na Medicinsko fakulteto Univerze v Ljubljani. Po končani fakulteti je odšel na enoletno služenje obveznega vojaškega roka v Novi Sad, ki ga zaključil z delom v bolnišnici v Skopju v Makedoniji. Leta 1986 se je zaposlil na Onkološkem inštitutu Ljubljana, kjer je opravil specializacijo iz onkologije z radioterapijo. V obdobju 2015-2019 je opravljal funkcijo strokovnega direktorja OI. V tem času je Onkološki inštitut pridobil mednarodno akreditacijo, izdelal prvo strategijo in uvedel vrsto novih zdravljen raka. Pred tem je vodil multidisciplinarni konzilij za zdravljenje raka pljuč. Je izvršilni urednik mednarodne revije Radiology and Oncology, ki je že vrsto let biomedicinska revija z najvišjim dejavnikom vpliva v Sloveniji. Habilitiran je za izrednega profesorja za področje onkologije na Medicinski fakulteti Univerze v Ljubljani. Je eden najbolj citiranih klinikov onkologov v Sloveniji. Po strokovnem direktorstvu je prevzel vodenje triažne ambulante na Onkološkem inštitutu Ljubljana. 
Njegov brat dvojček Edvard Kovač je poznan frančiškanski teolog in filozof.